# Michail Alexandrovič Bakunin
Michail Alexandrovič Bakunin (rusky Михаи́л Алекса́ндрович Баку́нин, 18. května 1814, Prjamuchino – 1. červenec 1876, Bern) byl ruský revolucionář, hlavní ideolog národnických anarchistů.

## Život a ideje
Michail Bakunin byl syn statkáře, pocházejícího z vážené a bohaté rodiny. Otec byl muž velmi vzdělaný: vychován v Itálii, dosáhl na univerzitě turínské doktorátu filozofie, doma navázal styky s děkabristy; jeho žena, matka Bakuninova, byla příbuzná popraveného děkabristy Muravjova-Apostola. Od roku 1828 se Bakunin vzdělával na dělostřelecké škole pro vojenskou dráhu; v roce 1833 byl povýšen na důstojníka, sloužil ale jen krátkou dobu a v roce 1834 službu opustil. Následující léta strávil v Moskvě, ve stálém styku s přáteli ze Stankevičova kroužku. Také sestry Bakuninovy navázaly důvěrnější styky s jeho moskevskými přáteli: Ljubov byla zasnoubena se Stankevičem, zemřela (1838) před Stankevičem; Taťjána byla intimní přítelkyně Bělinského, jenž dlouho pociťoval mocnou náklonnost k Alexandře, ale Alexandra milovala Botkina.
Vycházel z Fichteho a Hegelovy filozofie, později – jako mladohegelovec – byl pod vlivem Feuerbachových idejí: Bakuninův antiteologizmus. V Moskvě byl členem kroužku spisovatelů, spolu s Ivanem Turgeněvem, Alexandrem Gercenem a Vissarionem Grigorjevičem Bělinským. Podporovaný rodinou a později přáteli, působil v mládí coby novinář, diplomat a kritik politické situace, podporoval demokratické ideje. Pro své aktivity byl pronásledován a nucen tak cestovat po Evropě. Zúčastnil se revoluce v roce 1848, na jaře 1849 podněcoval také revoluci v Praze, toto májové spiknutí však bylo odhaleno a Bakunin byl zatčen a uvězněn v Rusku. Během svého věznění napsal svou autobiografii Zpověď caru Mikuláši, určenou jako žádost o milost. Car jí nevyhověl, Bakunin však z vězení po mnoha letech uprchl a po svém propuštění přešel názorově k anarchismu a stal se vůdčím členem vedení I. dělnické internacionály, kde vystupoval proti Karlu Marxovi z anarchistických pozic. Později byl právě pro neshody s Marxem z internacionály vyloučen. Dějiny interpretoval jako pohyb lidstva z království živočišností do království svobody. Hlavním utlačovatelem lidstva je podle něho stát, protože stát jako forma jakékoli centralizace je jenom novou obdobou otroctví.
Náboženství je podle Bakunina kolektivní šílenost, zvrácený produkt vědomí utlačovaných mas a církev je druhem nebeské hospody, v které se lid snaží zapomenout na svoje každodenní strasti. Přechod lidstva ke království svobody předpokládá vyhodit do vzduchu stát a vyloučit ze života lidu princip moci. Namísto státu má nastoupit svobodná federace zemědělských a průmyslovo-řemeslnických sdružení. Lidové masy se podle Bakunina vyznačují socialistickými instinkty a nevyčerpatelností živelné revolučnosti. Bakuninovy myšlenky se rozšířily v 70. letech 19. století v Rusku, Itálii, Španělsku a dalších hospodářsky málo rozvinutých zemích.
V rámci svého kolektivistického anarchismu (anarchokolektivismu) požaduje společné vlastnictví výrobních prostředků a zabavení veškerého majetku církve a státu ve prospěch federativního svazu dělnických sdružení. Výroba by se měla řídit tak, aby se sladila poptávka s nabídkou, státy by produkovaly to, co dokáží vyprodukovat nejefektivněji, pro všeobecné blaho. Svoboda bez socialismu je výsadou a nespravedlností, socialismus bez svobody je otroctvím. Republikánský stát se všeobecným volebním právem může být i despotický, jestli bude dusit vůli a svobodný pohyb svých členů. Bakunin se hlásil k sociálně-demokratickému hnutí.

## Programové cíle sociálně-demokratického hnutí
1. zničení státu
2. zničení buržoazní revoluce
3. organizování utlačované dělnické rodiny
4. vytvoření všelidského světa

Chtěl odstranit stát a právo právníků, které podle něho neustále neguje opravdové lidské právo. Existují dvě hlavní vrstvy, vykořisťovaní a vykořisťovatelé, mezi nimi je střední třída, která je vykořisťovaná i vykořisťuje. Antagonizmus mezi těmito vrstvami spočívá v nerovnoměrném rozdělení výrobních prostředků.

## Podmínky revoluce
1. čistá nenávist k podmínkám, ve kterých se masy nacházejí
2. přesvědčení, že změna je možnou alternativou
3. jasná vize nové společnosti

Lidské bytosti jsou od přírody společenské, víceméně rovné a chtějí být svobodné. Stát považuje za násilnou, protispolečenskou instituci udržující nerovnost mezi po svobodě toužícími bytostmi. Proto je potřebné vykonat revoluci. Domníval se, že revoluce musí být násilná. Zastupitelskou demokracii považuje jen za iluzi spravedlivého systému.

## Dílo
- Dopis caru Mikuláši – autobiografie psaná během pobytu ve vězení – vyšlo česky
- Bůh a stát
- Lidé a svoboda – (výběr z článků a projevů)
- Co je autorita?
- Nemorálnost státu
- Systém kapitalismu
- Zpověď caru Mikuláši I.